# Sacco di Lipari
Il Sacco di Lipari avvenne nel 1544 quando Khayr al-Dīn Barbarossa saccheggiò l'isola e ridusse in schiavitù tutti o quasi tutti gli abitanti dell'isola. 
Khayr al-Dīn Barbarossa aveva appena catturato Ischia e ridotto in schiavitù 4 000 abitanti. Si spostò verso Lipari nel Regno di Napoli dove il viceré Pedro de Toledo fu avvertito dei suoi spostamenti.
Barbarossa arrivò sull'isola e la pose sotto assedio respingendo due inviati che erano stati mandati a chiedere la pace. Il terzo inviato Jacopo Camagna fece appello alla grazia offrendo Lipari al Barbarossa in cambio dell'incolumità dei suoi abitanti, ma il Barbarossa rispose “Sei arrivato troppo tardi per la clemenza. Come osi offrire ciò che è già mio? Tenete chiuse le vostre porte: abbiamo aperto un centinaio di tali brecce con il nostro cannone. Lipari è già in mio potere: è stoltamente presuntuoso concedermi apparentemente di tua spontanea volontà ciò che non possiedi più. Non è tempo di trattati o accordi: siete tutti miei schiavi”.
Il Barbarossa alla fine acconsentì a una trattativa per la liberazione di 26 famiglie in cambio dei loro averi che prese prima di incendiare gli archivi del paese, di rubare tutto ciò che riuscì a trovare e di profanare una cattedrale e una chiesa. Si stima che circa 9 000 o 11 000 abitanti di Lipari furono ridotti in schiavitù.
Gli ottomani in seguito saccheggiarono Vieste dove ridussero in schiavitù 7 000 abitanti.